# Editorial UH
La Editorial UH es el principal sello editorial de la Universidad de La Habana. Fue creada en virtud de la Resolución Rectoral No. 1371, con fecha 24 de diciembre de 2009, a partir de un proyecto de refundación de la antigua Editorial Universidad de La Habana. Proyecto sui generis, está hoy incorporado a la Dirección de Publicaciones Académicas de la Universidad de La Habana.

## Misión
Es la encargada de publicar, promover y comercializar revistas y libros académicos de alto impacto, para la difusión de los nuevos conocimientos que genera la Universidad de La Habana a partir de su actividad investigativa; constituye, además, unidad docente y de investigaciones científicas asociadas al universo editorial.

## Visión
Ser una editorial de prestigio nacional e internacional, que se distinga por la calidad de sus producciones e investigaciones, por difundir una parte del mejor conocimiento que emana de la Universidad de La Habana, por ser fiel exponente de la cultura cubana y referente obligado para la comunidad científica de la nación.

## Premio Editorial UH
Su primera edición fue en 2013, con el objetivo de reconocer la labor investigativa en la educación superior. La convocatoria es anual, las obras a participar deben tener autoría de profesores e investigadores de la Universidad de La Habana y, en el caso de libros en coautoría o libros colectivos, profesores e investigadores de la Universidad deben fungir como autores principales.
En 2021 la Editorial UH, convoca a la décima edición en coordinación con la Vicerrectoría de Investigación y Posgrado. Se otorgarán hasta ocho premios, dos por cada dominio del conocimiento: Ciencias Sociales y Humanidades; Ciencias Naturales y Exactas; Ciencias Técnicas, y Ciencias Económicas y Contables. De quedar desierto el premio en alguno de ellos, y a propuesta de los jurados, podrán otorgarse más de dos premios en una misma área. Los premios consistirán en diploma acreditativo y la publicación del libro inédito por el sello Editorial UH en la colección creada al efecto.

## Distribución
La editorial posee su sede en la Facultad de Artes y Letras, de la Universidad de La Habana, en el Edificio Dihigo, Zapata y G, Plaza de la Revolución, La Habana. Allí pueden adquirirse cada uno de los libros que componen su catálogo, los que también están a disposición del público interesado en la librería Alma Mater. La Editorial UH participa anualmente en la Feria Internacional del Libro de La Habana y está presente en eventos científicos internacionales.

## Fondo Editorial
El fondo editorial posee más de 190 volúmenes publicados hasta 2018. Estas producciones se caracterizan por la variedad de temas que se abordan desde las distintas áreas del conocimiento, por la actualidad de sus contenidos y el prestigio de los autores que aquí publican.
Libros académicos
Principales colecciones
- Premio Editorial UH
- Ciencias Sociales y Humanidades
- Ciencias Económicas y Contables
- Ciencias Naturales y Exactas
- Clásicos de la cultura cubana
- Actas de congresos y seminarios
- Educación Superior
- Catálogos
- Libros institucionales
- Atlas
- Libros extranjeros
- Otros

Revistas académicas
- Universidad de La Habana
- Revista Cubana de Educación Superior
- Economía y Desarrollo
- Cofin Habana

(Disponibles en Scielo)

## Catálogo General

### Premio Editorial UH
- Desarrollo territorial a escala local
- Complejidad y auto-organización de patrones naturales
- Las tantas Habanas… Estrategias para comprender sus dinámicas sociales
- Entre la mente y el lenguaje: el árbol de carne
- El déficit externo de Cuba: una visión desde la sostenibilidad
- Ni juramentos ni milagros: Raúl Roa en la cultura cubana
- Desigualdad y problemas del desarrollo en Cuba
- Nano-micro-biotecnologías y sus aplicaciones
- Coleccionismo y museos en Cuba (siglo XVI-primera mitad del XX)
- Una sociedad distinta: espacios del comercio negrero en el occidente de Cuba (1836-1866)
- Para amanecer mañana, hay que dormir esta noche. Universos religiosos cubanos de antecedente africano: procesos, situaciones problémicas, expresiones artísticas
- Calidad y capacidad de los espacios docentes en las universidades. Experiencias desde la Universidad de La Habana
- El Gran Caribe
- Modelo de gestión de gestión de recursos humanos con base en la teoría de los subconjuntos borrosos
- Propuestas para la inserción de la economía cubana en la economía internacional
- Raros y valiosos de la literatura cubana decimonónica

### Ciencias Sociales y Humanidades
- Literatura y cine. Lecturas cruzadas sobre las Memorias del subdesarrollo
- Muestras del habla culta de La Habana
- Léxico del habla culta de La Habana
- Asistencia psicológica al alcohólico y otros drogadictos
- Miradas a los Estados Unidos. Historia y contemporaneidad
- Nicolás Guillén: las elegías elegidas. Edición conmemorativa
- El Derecho como saber cultural. Homenaje al Dr. Delio Carreras Cuevas
- El derecho público en Cuba a comienzos del siglo XXI
- Diccionario ideográfico semántico de la valoración estética positiva en español
- Islas del Caribe: naturaleza-arte-sociedad
- Mirta Aguirre: España en la sangre, España en el corazón
- Conservación patrimonial: teoría y crítica
- La palabra y la llama. Poesía cubana de tema religioso en la Colonia
- Plantación azucarera, esclavitud y cimarronaje en Jamaica (1660-1795)
- Cuba y Cataluña: encuentro de pueblos y culturas
- La hispanización de América y la americanización de la lengua española
- Cuba y la Guerra Civil española: mitos y realidades de la derecha hispano-cubana (1936-1942)
- Conservación del patrimonio cultural inmueble. Temas introductorios
- Páginas en conflicto: debate racial en la prensa cubana (1912-1930)
- La palabra y la llama. Poesía cubana de tema religioso en la Colonia
- Sin pecado concebidas. La Caridad del Cobre en las artes visuales cubanas
- Temas de Psicogerontología
- La información en la sociedad del conocimiento. La teoría de bases de datos
- Teorías lingüísticas: concepciones y corrientes
- El discurso verbal y su construcción estratégica. El paradigma martiano en la obra de Juan Marinello
- ¿Qué municipio queremos? Respuestas para Cuba en clave de descentralización y desarrollo local
- La hispanización de América y la americanización de la lengua española
- Espacios críticos habaneros del arte cubano: la década de 1950. 2 t.
- Hentai. Introducción al anime erótico japonés
- Reflexiones marxistas sobre revolución y religión. Mimetismos y rupturas
- El Vedado. Historia de un reparto habanero
- Poesía griega. Épica, lírica y dramática
- Memorias del Programa de Formación de Jóvenes Chinos en Cuba
- Limón, limonero… La literatura femenina cubana en el siglo XXI
- Administración pública y derecho local
- Una mirada al consumo y a los consumidores
- Cuba: Periodo Especial
- ¿Qué municipio queremos? Respuestas para Cuba en clave de descentralización y desarrollo local, 2.da edición
- Una mirada en clave jurídica al envejecimiento poblacional en Cuba
- Transición al socialismo. Teoría e historia
- Sistema electoral y partidos políticos en Cuba (1899-1920)
- Pensar a Cuba hoy: forzando los bordes
- Cuba, Estados Unidos y el 17D. Cambios y continuidades
- Trabajo decente y sociedad. Cuba bajo la óptica de los estudios sociolaborales

### Ciencias Económicas y Contables
- La consultoría de organizaciones cubanas: experiencias y aprendizaje
- Introducción a la economía ambiental
- Gestión de la calidad: conceptos, modelos y herramientas
- Medios de pago
- Modelo económico y social cubano: nociones generales
- Capital intelectual: visión crítica y propuestas para organizaciones cubanas
- Informática aplicada a la auditoría moderna
- Dirección de organizaciones. Procesos y técnicas. 3 t.
- Mitigación del cambio climático. Experiencia en Cuba

### Ciencias Naturales y Exactas
- Cien años de colisiones nucleares
- La dimensión espacial del desarrollo sostenible: una visión desde América Latina
- Seguridad y protección en el laboratorio químico
- Medicina sin apellidos: un debate sobre la medicina natural y tradicional en Cuba
- Medicina tradicional china: acupuntura, moxibustión y medicina herbolaria
- La sostenibilidad del desarrollo territorial: experiencias de Cuba y el sur de México
- Mecánica cuántica
- Sistemas automatizados de contabilidad
- Manual de química orgánica
- Genética, genómica y fitomejoramiento de plantas. 2 t.
- Empezar a programar. Un enfoque multiparadigma con C#.

### Clásicos de la cultura cubana
- Filosofía de la historia del arte (apuntes)
- Introducción al estudio del arte africano
- Virgilio Piñera al borde de la ficción. Compilación de textos, 2 t.
- Del donoso y grande escrutinio del cervantismo en Cuba. 3 t.
- Epistolario. Julián del Casal.

### Actas de congresos y seminarios
- Actas de congresos y seminarios
- ¡Que hay que tené boluntá! Memorias del VII Coloquio y Festival Internacional Nicolás Guillén

### Educación Superior
- Conocimiento académico y sociedad. Ensayos sobre política universitaria de investigación y posgrado
- Juventud y grupos en la educación superior: apuntes desde la psicología
- Visión pedagógica de la formación universitaria actual
- Vinculación universidad-sector productivo para fortalecer los sistemas nacionales de innovación: experiencias de Cuba, México y Costa Rica
- Reinventar la educación. Abrir caminos a la metamorfosis de la humanidad
- Desarrollo local y educación superior. Experiencias desde la Universidad de La Habana

### Catálogos
- Monedas romanas en La Habana. Redescubrimiento de una colección universitaria.
- Macroalgas marinas de Cuba

### Libros institucionales
- El patrimonio cultural de la Universidad de La Habana
- Doctores Honoris Causa de la Universidad de La Habana (1926-2016). 2 t.

### Atlas
- Artemisa: atlas agrícola de una provincia cubana
- Oriente por dentro. Miradas a su heterogeneidad territorial
- Atlas de la infancia y la adolescencia en Cuba. Análisis a partir del Censo de Población y Viviendas 2012
- Artemisa: atlas agrícola de una provincia cubana

### Libros extranjeros
- Poder y sexualidad: el discurso de Gertrudis Gómez de Avellaneda
- Patria o muerte, ¡venceremos! La retórica de Fidel Castro
- Encontrando un inca. Ensayos escogidos sobre el Inca Garcilaso de la Vega

### Conmemorativa por los 500 años de La Habana
- El Vedado: Historia de un reparto habanero. 2da Edición

## Premios
- 25 premios de la academia de ciencias de cuba
- 14 premios nacionales de la crítica científico-técnica
- 8 premios anuales del arte del libro «Raúl Martínez»
- 2 premios de stand en la 25 y 27 Feria Internacional del Libro de La Habana (2016 y 2018)